# Дніпровські ліси
Дніпро́вські ліси́ — регіональний ландшафтний парк місцевого значення в Україні. Об'єкт природно-заповідного фонду Дніпропетровської області. 
Розташований поблизу смт Обухівка та села Балівка Дніпровського району Дніпропетровської області. 
Площа 4437,465 га. Створено у 2010 році. Перебуває у віданні: Дніпропетровський держлісгосп; Дніпропетровська райдержадміністрація; Дніпропетровська міська рада, Кіровське лісництво. 
Статус надано для збереження природних комплексів у долині річки Оріль. Наявні невеликі лісові масиви, луки, заболочені ділянки заплави і стариць річки. 
Через близькість до великих населених пунктів територія регіонального ландшафтного парку регулярно потерпає від незаконних рубок лісу та інших зловживань.